# Neurastenie
Neurastenie (nervová slabost) je nejčastější druh neurózy. Jejími příznaky jsou střídání podrážděnosti a únavy, bolesti hlavy, poruchy soustředění, poruchy spánku, vyšší emocionální citlivost a vegetativní obtíže. Termín zpopularizoval George Miller Beard v roce 1869.